# Amt Ostholstein-Mitte
Het Amt Ostholstein-Mitte is een Amt in de Duitse deelstaat Sleeswijk-Holstein. Het wordt gevormd door vijf gemeenten in de Kreis Oost-Holstein, Het bestuur is gevestigd in Schönwalde am Bungsberg.

## Geschiedenis
Het Amt ontstond in 2005 door de fusie van de voormalige Ämter Neustadt-Land en Schönwalde.

## Deelnemende gemeenten
1. Altenkrempe
2. Kasseedorf
3. Schashagen
4. Schönwalde am Bungsberg
5. Sierksdorf